# Число Лундквиста
Число Лундквиста (Lu или S) — критерий подобия в магнитной гидродинамике, равный отношению воздействия альфвеновских волн на жидкость к вязкому трению. Оно определяется следующим образом:
{\displaystyle \mathrm {Lu} \,={\frac {\rho \,v_{A}L}{\eta _{m}}}=\varsigma \,B\,L\,{\sqrt {\frac {\mu \mu _{0}}{\rho }}}},
где:
- {\displaystyle \varsigma } — электропроводность;
- {\displaystyle B} — индукция магнитного поля;
- {\displaystyle L} — характеристическая длина;
- {\displaystyle v_{A}\,={\frac {B}{\sqrt {\mu \,\mu _{0}\,\rho }}}} — скорость альфвеновских волн;
- {\displaystyle \eta _{m}\,={\frac {\rho }{\mu \,\mu _{0}\,\varsigma }}} — коэффициент магнитной вязкости.

Число Лундквиста можно выразить через другие критерии подобия:
{\displaystyle \mathrm {Lu} \,=\mathrm {Ha} \cdot {\sqrt {\frac {\mathrm {Re} _{m}}{\mathrm {Re} }}}},
где:
- {\displaystyle \mathrm {Ha} } — число Гартмана;
- {\displaystyle \mathrm {Re} } — число Рейнольдса;
- {\displaystyle \mathrm {Re} _{m}} — магнитное число Рейнольдса.

Названо в честь шведского физика Стига Лундквиста.